# Episodi di Lassie (serie televisiva 1954) (sesta stagione)
Gli episodi della sesta stagione di Lassie sono stati trasmessi per la prima volta negli USA tra il 6 settembre 1959 e il 22 maggio 1960. La stagione fa parte di "The Martin years" in quanto Lassie è di proprietà della famiglia Martin; è stata girata in bianco e nero.
| n° | Titolo originale            | Titolo italiano | Prima TV USA      | Prima TV Italia |
| -- | --------------------------- | --------------- | ----------------- | --------------- |
| 1  | The New Refrigerator        |                 | 6 settembre 1959  |                 |
| 2  | Old Herny                   |                 | 13 settembre 1959 |                 |
| 3  | The Contest                 |                 | 20 settembre 1959 |                 |
| 4  | The Mascot                  |                 | 27 settembre 1959 |                 |
| 5  | The Sulky Race              |                 | 4 ottobre 1959    |                 |
| 6  | Growing Pains               |                 | 11 ottobre 1959   |                 |
| 7  | The Flyng Machine           |                 | 18 ottobre 1959   |                 |
| 8  | The UNICEF Story            |                 | 24 ottobre 1959   |                 |
| 9  | Water Boy                   |                 | 1º novembre 1959  |                 |
| 10 | The Whopper                 |                 | 8 novembre 1959   |                 |
| 11 | The Bounty Hunter           |                 | 15 novembre 1959  |                 |
| 12 | The Land Grabber            |                 | 22 novembre 1959  |                 |
| 13 | The Man From Mars           |                 | 29 novembre 1959  |                 |
| 14 | In Case of Emergency        |                 | 6 dicembre 1959   |                 |
| 15 | Star Reporter               |                 | 20 dicembre 1959  |                 |
| 16 | Alias Jack and Joe          |                 | 27 dicembre 1959  |                 |
| 17 | Judas Goat                  |                 | 3 gennaio 1960    |                 |
| 18 | The Space Traveler          |                 | 10 gennaio 1960   |                 |
| 19 | The Maverick                |                 | 17 gennaio 1960   |                 |
| 20 | The Grasshopper and the Ant |                 | 24 gennaio 1960   |                 |
| 21 | Homing Pigeon               |                 | 31 gennaio 1960   |                 |
| 22 | The Explorers               |                 | 7 febbraio 1960   |                 |
| 23 | The Epidemic                |                 | 14 febbraio 1960  |                 |
| 24 | Fur-Coated Killer           |                 | 21 febbraio 1960  |                 |
| 25 | Judgement Seat              |                 | 28 febbraio 1960  |                 |
| 26 | The Elephant                |                 | 6 marzo 1960      |                 |
| 27 | Clementine                  |                 | 13 marzo 1960     |                 |
| 28 | The Puppy Sitter            |                 | 20 marzo 1960     |                 |
| 29 | The Champ                   |                 | 27 marzo 1960     |                 |
| 30 | The Phone Hog               |                 | 3 aprile 1960     |                 |
| 31 | The Chase                   |                 | 10 aprile 1960    |                 |
| 32 | The Killer                  |                 | 17 aprile 1960    |                 |
| 33 | The Moved Monument          |                 | 24 aprile 1960    |                 |
| 34 | The Alligator               |                 | 1º maggio 1960    |                 |
| 35 | The Wrong Gift              |                 | 8 maggio 1960     |                 |
| 36 | The fog                     |                 | 15 maggio 1960    |                 |
| 37 | The Hermit                  |                 | 22 maggio 1960    |                 |